# Pocha (juego de naipes)
La pocha (también conocido como la podrida o la marrana) es un juego de cartas que se juega con la baraja española. Las reglas de carteo son similares a las del tute aunque, a diferencia de este, el objetivo no es ganar el máximo número de bazas, sino adivinar el número de bazas que uno va a conseguir con las cartas que se le han repartido. De esta forma se reduce la importancia del valor de las cartas que han sido repartidas en favor de la táctica para jugarlas. En las Islas Canarias este juego es conocido como Yasmino, siendo su sistema de puntuación ligeramente diferente, aunque conservando las mismas reglas.

## Consideraciones previas
Es un juego al que pueden jugar de forma individual de 3 a 6 jugadores (ocasionalmente se pueden ver partidas de hasta 8 o 10), aunque lo ideal es que se juegue entre 4 o 5.
El juego consiste en adivinar cuántas bazas se van a conseguir con las cartas que han sido repartidas, para ello se marcan con chinos, garbanzos o bien puede apuntarse directamente en un papel, que es lo más recomendable para marcar las puntuaciones.
Una baza es una ronda en que todos los jugadores tiran una carta a la mesa por turnos y siguiendo unas reglas fijas. Solo una carta se impondrá entre todas las de la mesa y ese jugador será quien gane la baza.

## Jugadores y cartas
Se emplea la baraja española de 40 cartas. El orden de las cartas ordenadas de mayor a menor valor es: As, tres, rey, caballo, sota, siete, seis, cinco, cuatro y dos. 
Cada carta de esta serie del mismo palo gana a todas las que estén a su derecha, y pierde frente a todas las que tiene a su izquierda, por ejemplo, el rey gana a todas las cartas excepto al As y al tres. 
Cualquier carta del palo del triunfo o del pinte, es superior a cualquier carta de un palo que no sea triunfo (Es decir, si pinta espadas, el dos de espadas es más valioso que el as de oros, de copas y de bastos).

## Objetivo del juego
La pocha es un juego de apuestas. Según el número de jugadores existe un número determinado de rondas y en cada ronda se reparte un número determinado de cartas. El objetivo es acertar las bazas que uno va a llevarse con las cartas que le han tocado en cada ronda, para sumar puntos. El ganador será el jugador que más puntos sume al finalizar la partida.

## El juego
El sentido para fijar puestos, para dar las cartas y jugarlas es siempre el contrario al de las agujas del reloj. Tras decidir quién comienza a barajar se reparten las cartas. El número de cartas a repartir y el de rondas a jugar depende del número de jugadores. 
Primero se juegan tantas rondas de una carta como número de jugadores haya o si se quiere reducir la duración del juego, solo se juega una ronda con una carta. Después se va aumentando el número de cartas por baza progresivamente de una en una, hasta llegar al máximo de cartas que se pueden repartir y con ese número de cartas se juegan tantas rondas como jugadores haya, aunque el número de 'rondas' con el máximo de cartas puede ser variable, disminuyéndolo o aumentándolo en función del tiempo disponible (pueden jugarse dos o tres vueltas completas). Una vez finalizadas estas rondas, se va disminuyendo de uno en uno el número de cartas por baza hasta llegar a una, entonces bien se juega una ronda completa con una carta o bien finaliza la partida. También, a lo largo de la partida, se pueden introducir manos especiales como indias o subastado, entre otras, aunque ha de indicarse previamente. Esto depende de la zona y de las costumbres de cada jugador.
Si el número de cartas por jugador no fuese para todos igual al repartir todas las cartas se eliminan los doses, de forma que:
- 3 jugadores, juegan con 36 cartas (Sin los doses) hasta un máximo de 12 cartas por jugador

- 4 jugadores, juegan con 40 cartas hasta un máximo de 10 cartas por jugador. También pueden retirarse los doses y que el máximo sea de 9 cartas por jugador.

- 5 jugadores, juegan con 40 cartas hasta un máximo de 8 cartas por jugador

- 6 jugadores, juegan con 36 cartas (Sin los doses) hasta un máximo de 6 cartas por jugador

- 7 jugadores, excepcionalmente, si el número de jugadores no permite repartir un número par de cartas, se retirará uno de los 4 de la baraja, con lo que quedará el mazo formado por 35 cartas y se repartirán 5 cartas a cada jugador. O bien, la carta que se utiliza para marcar el triunfo, no se utiliza en esa ronda.

- 8 jugadores, al igual que con 7 jugadores, a cada uno le corresponderán 5 cartas pero en este caso hay que utilizar las 40 cartas disponibles en el mazo.

Tanto el juego con 7 jugadores como el de 8 exigen que todos los miembros tengan cierto nivel de juego, dado que es el nivel más complicado del juego, dejando las partidas con 4 o 5 jugadores para iniciación. 
En cada mano el que reparte dará a cortar la baraja al jugador situado a su izquierda, y seguidamente repartirá las cartas a cada jugador una a una y tras repartir las cartas necesarias cogerá otra del mazo dejándola boca arriba para marcar el triunfo. Si se han repartido todas las cartas, el triunfo se marca por la última carta repartida, que se quedará el jugador que ha repartido. El jugador que reparte irá rotando hacia la derecha en cada mano.

## Fase 1: Las apuestas
Previamente a jugar las cartas, en cada una de las manos, cada jugador tiene que decir, en función de las cartas que tiene, cuántas bazas cree que se va a llevar, comenzando por el jugador sentado a la derecha del que reparte y siguiendo en sentido antihorario.
El jugador que ha repartido, siempre será el último en anunciar el número de bazas que cree que se llevará e irá con "apuesta obligada". Nunca podrá decir que se llevará un número de bazas tal, que sumado a las apuestas de sus rivales, sumen el número de cartas repartidas a cada jugador. Es decir, si hay 3 jugadores y se han repartido 8 cartas a cada jugador, y el primer jugador apuesta 4 bazas y el segundo jugador 3 bazas, el tercer jugador no podrá apostar 1 baza, ya que sumarían 8. Tendrán que ser 2 bazas o ninguna (u otro número, pero diferente de 1, de forma que la suma sea diferente de 8).
Esto provoca que nunca todos los jugadores puedan acertar en sus previsiones: por lo menos uno se equivocará.

## Fase 2: El carteo
Inicia el juego el jugador que se encuentra a la derecha del que ha repartido, echando una carta que dejará descubierta sobre la mesa. El jugador que sale puede echar la carta que quiera, mientras que el resto de jugadores deben seguir las siguientes reglas:
A) Si el primer jugador ha salido con triunfo, se dice comúnmente que ha arrastrado. El resto de los jugadores están obligados a echar triunfo, y ganando si es posible. En caso de no tener ningún triunfo se echará cualquier otra carta.
B) Si el primer jugador no sale con triunfo entonces:
- Todos los jugadores deben seguir el palo de inicio, y superando a la carta más alta que haya de ese palo sobre la mesa, si es posible.

- Si un jugador no tiene ninguna carta del palo de inicio, debe echar triunfo (lo que comúnmente se conoce como fallar).

- En caso de no tener ninguna carta ni del palo de inicio ni de triunfo, se puede echar cualquier carta de cualquiera de los dos palos restantes.

- Si un jugador ha fallado previamente, los demás tienen que seguir el palo de inicio aunque ya no es preciso que superen ninguna carta ya que no optan a ganar la baza.

- Si un jugador ha fallado previamente y nosotros tampoco tenemos ninguna carta del palo de inicio, solo estamos obligados a fallar si tenemos un triunfo superior al más alto que haya sobre la mesa. En caso contrario, no se está obligado a desperdiciar el triunfo (aunque se podría hacer si al jugador le interesara).

Gana la baza la mayor carta jugada del palo de triunfo y, en su defecto, la carta más alta del palo de salida. El jugador que gana la baza recoge las cartas que la forman, dejándolas junto a sí. 
Inicia la baza siguiente el jugador que ganó la anterior, que jugará una carta cualquiera, continuando los demás por orden riguroso de izquierda a derecha en la forma ya explicada, hasta acabar todas las cartas.

## Fase 3: Los puntos
Una vez que se han completado todas las bazas de una mano y los jugadores se han quedado sin cartas para jugar, se procederá al recuento de los puntos en función de los aciertos.
Cada jugador ganará 10 puntos si adivinó el número exacto de bazas que se iba a llevar. Además, los jugadores que acierten su apuesta se llevarán 5 puntos por cada baza ganada en esa mano.
Los jugadores que no hubieran acertado el número de bazas que iban a llevarse perderán 5 puntos por cada baza de diferencia (tanto por exceso como por defecto) entre lo apostado y lo conseguido.
Por ejemplo, si alguien ha apostado '2 bazas', y las consigue, sumaría 10 puntos por acertar más 10 puntos (2 × 5) por las bazas conseguidas, haciendo un total de 20 puntos. En cambio, si alguien ha apostado 5 bazas y consigue 4 o 6, perdería 5 puntos.
En algunos lugares, si el triunfo en la ronda son copas, la puntuación se multiplica por dos y si son oros, por tres. En otros lugares solo se hace distinción con los oros, cuando la puntuación conseguida se multiplica por dos. No obstante, normalmente no existe distinción entre palos y todas las rondas valen lo mismo.
También se utiliza el término de pedir ¨pocha¨ en una jugada, cuando un jugador pide todas sus bazas (siempre que se estén jugando 5 o más), y mediante la cual, si el jugador acierta, sumará directamente 100 puntos.
Este sistema de puntuación reduce 'el azar' de las cartas al mínimo, debido a que recibir siempre cartas altas no garantiza sumar puntos y la victoria, como ocurre en el tute o como en otros juegos de cartas, ya que una persona que tenga una mano con cartas bajas y apueste 0 bazas y lo consiga, sumará 10 puntos, en cambio otra persona que tenga una gran mano con cartas altas y apueste 6 bazas y se haga 7, perderá 5 puntos. En la pocha rara vez se puede decir que uno tiene 'cartas buenas' o 'cartas malas', solo cartas 'más o menos difíciles de jugar'.
Es esencial una regularidad durante toda la partida para llevarse la victoria, tanto con cartas altas como bajas y saber jugar con todas las cartas.

## Final de la partida
Este mecanismo dentro de cada mano se repite hasta completar el número fijado de manos, arrastrando el tanteo de una mano a la siguiente. Resultará vencedor el jugador que tuviera la puntuación más alta en el momento de finalizar el cómputo de la última mano. En caso de que se produzca un empate al final de la partida, gana aquel que durante la partida haya cometido menor número de errores en las apuestas. Si el empate prevalece, se jugará una mano extra, con todas las cartas para deshacer el empate. Esto se repite las veces necesarias hasta que desaparezca el empate.

## Manos especiales
Existen manos que se juegan de forma puntual en las que el modo de juego se realiza de manera diferente. Estas manos han de fijarse al inicio de la partida, si se desea utilizarlas:
- Indias: cada uno se pone su carta (que no ha mirado) en la frente, y pide bazas según las cartas de los demás. El jugador puede ver todas las cartas menos la suya.

- Subastado: no se pinta una carta y se asigna palo del triunfo, sino que 'se subasta' la apuesta y el palo de triunfo lo elige el jugador que más bazas pida. Primero cada uno pide sin decir el triunfo para ver quién pide más, y luego otra vez, sabiendo qué pinta, ya que evidentemente la modificación del palo de triunfo afecta considerablemente a la apuesta. En caso de que dos o más jugadores pidan igual número de bazas, el palo del triunfo lo asignará el que esté situado más a la derecha del jugador que haya repartido.

- Mano de oro: Se preasigna el palo de triunfo como oros.

- Sin triunfo: Se juegan las bazas sin que haya palo de triunfo.

- Chipoco: Ni mucho ni poco.

- Chorizo: Si crees que vas a perder la mano tira una carta al suelo y se volverá a repartir y a volver a jugar la mano.

- La Digui: Cada dos partidas jugadas se aumenta la cantidad apostada al doble.(ejemplo: 20-15-10 / 20-15-10 / 40-30-20)

Existen jugadas para intentar hacer fallar a tus contrarios, pero la más conocida es la "Marreros" que consiste en tener en tu poder el as y el 3, además de una carta baja todas del mismo palo. Justo cuando es tu turno de inicio de jugada sueltas la carta más baja del palo en cuestión y haces que uno de tus contrincantes se haga la baza con el rey. Es una jugada maestra para hacer fallar a tu contrario sabiendo que tus bazas las tienes seguras.

## Consideraciones especiales
En la pocha no se pueden romper en ningún caso las reglas del carteo, aunque se pueden hacer leves modificaciones que podrán acordarse antes de la partida entre todos los jugadores. Si algún jugador quebranta alguna de las normas, se considera que ha cometido un 'renuncio' y deberá recibir una penalización en puntos, que deberá también acordarse antes de la partida. (Una sanción normal es de 50 puntos, aunque puede endurecerse).
Hay total libertad para apostar, salvo el jugador que reparte, que tendrá 'apuesta obligada' como se ha explicado anteriormente. Aunque al ser la pocha un juego individual donde se apuesta con las cartas personales, una vez apostadas las manos que dicte cada jugador, no podrá cambiar su apuesta. Es decir, el jugador N°1 apuesta 3 (en una mano que se reparten 5 cartas) y el jugador N°4 apuesta 3, el jugaron N°1 no podrá retractarse de su decisión y deberá conserguilas para lograr el triunfo.

## Términos de la pocha
Asistir: Tirar una carta del palo del que se ha salido inicialmente.
Arrastrar: Dícese de la jugada en la que el jugador sale de una carta del palo que pinta.
Fallar: Cuando un jugador carece de cartas del palo del que se ha salido, y tira una del palo del triunfo. El jugador falla y se lleva la baza. 
Pisar: Cuando un jugador falla porque no tiene carta del palo inicial y un jugador posterior lanza un triunfo más alto y se lleva la baza.
Irse al monte, o irse de fea: Cuando un jugador falla a un palo y otro que viene a continuación no tira la carta del palo del triunfo porque con anterioridad han tirado un triunfo mayor que el suyo. De esta forma puede librarse de una carta que posteriormente le pueda dar problemas.
Achicarse: Se dice cuando un jugador supera una de las cartas, pero no lanza la más alta de las que posee. Por ejemplo, se sale del 5 de copas y el jugador siguiente tiene el 7 de copas y el 3 de copas. El jugador lanza el 7 de copas y 'se achica' con la esperanza de que alguien tire el As, para guardarse el 3 y poder hacerse la baza posteriormente.
Fallo redondo: Cuando un jugador no tiene desde el principio entre sus cartas una de un palo que no es el de triunfo. De esta forma, en cuanto se juegue una baza de ese palo, fallará.
Semifallo: Cuando un jugador solo posee una carta de un palo que no es el de triunfo.
Repite que algo queda: Cuando sales por un palo y no sacas ningún triunfo, si repites el palo alguno saldrá.
Ley de Pocha: Cuando tienes en tu mano las últimas cartas ganadoras y las tiras de a la vez (tienen que ser al menos 3 cartas).
Jugar en binario: Pedir durante toda la partida 0 o 1 y no cometer errores. Lo suelen usar jugadores con mucha experiencia.